# Maia Mustangs 2015-2016
Questa voce raccoglie le informazioni riguardanti i Maia Mustangs nelle competizioni ufficiali della stagione 2015-16. 

## VII Liga Portuguesa de Futebol Americano

### Regular season
| Maia 29 novembre 2015, ore 15:00 2ª giornata fase 1 | Maia Mustangs | 3 – 28 | Braga Warriors |  |

| Mouriz 5 dicembre 2015, ore 19:30 3ª giornata fase 1 | Paredes Lumberjacks | 20 – 10 | Maia Mustangs |  |

| Maia 20 dicembre 2015, ore 15:30 5ª giornata fase 1 | Maia Mustangs | 0 – 18 | Porto Renegades |  |

| Braga 16 gennaio 2016, ore 16:00 7ª giornata fase 1 | Braga Warriors | 30 – 0 | Maia Mustangs |  |

| Barcelos 23 gennaio 2016, ore 15:00 9ª giornata fase 1 | Braga Black Knights | 0 – 20 | Maia Mustangs |  |

| Maia 14 febbraio 2016, ore 15:30 11ª giornata fase 1 | Maia Mustangs | 0 – 41 | Porto Mutts |  |

| Mouriz 5 marzo 2016, ore 18:00 2º turno fase 2 | Paredes Lumberjacks | 21 – 0 | Maia Mustangs |  |

| Maia 13 marzo 2016, ore 15:30 3º turno fase 2 | Maia Mustangs | 0 – 54 | Crusaders CFA |  |

## Statistiche di squadra
| Competizione | %Vittorie | In casa | In casa | In casa | In casa | In casa | In casa | In trasferta | In trasferta | In trasferta | In trasferta | In trasferta | In trasferta | Totale | Totale | Totale | Totale | Totale | Totale |
| Competizione | %Vittorie | G       | V       | N       | P       | Pf      | Ps      | G            | V            | N            | P            | Pf           | Ps           | G      | V      | N      | P      | Pf     | Ps     |
| ------------ | --------- | ------- | ------- | ------- | ------- | ------- | ------- | ------------ | ------------ | ------------ | ------------ | ------------ | ------------ | ------ | ------ | ------ | ------ | ------ | ------ |
| Campionato   | .125      | 4       | 0       | 0       | 4       | 3       | 141     | 4            | 1            | 0            | 3            | 30           | 71           | 8      | 1      | 0      | 7      | 33     | 222    |
| Totale       | .125      | 4       | 0       | 0       | 4       | 3       | 141     | 4            | 1            | 0            | 3            | 30           | 71           | 8      | 1      | 0      | 7      | 33     | 222    |